# Hôtel de Breteuil

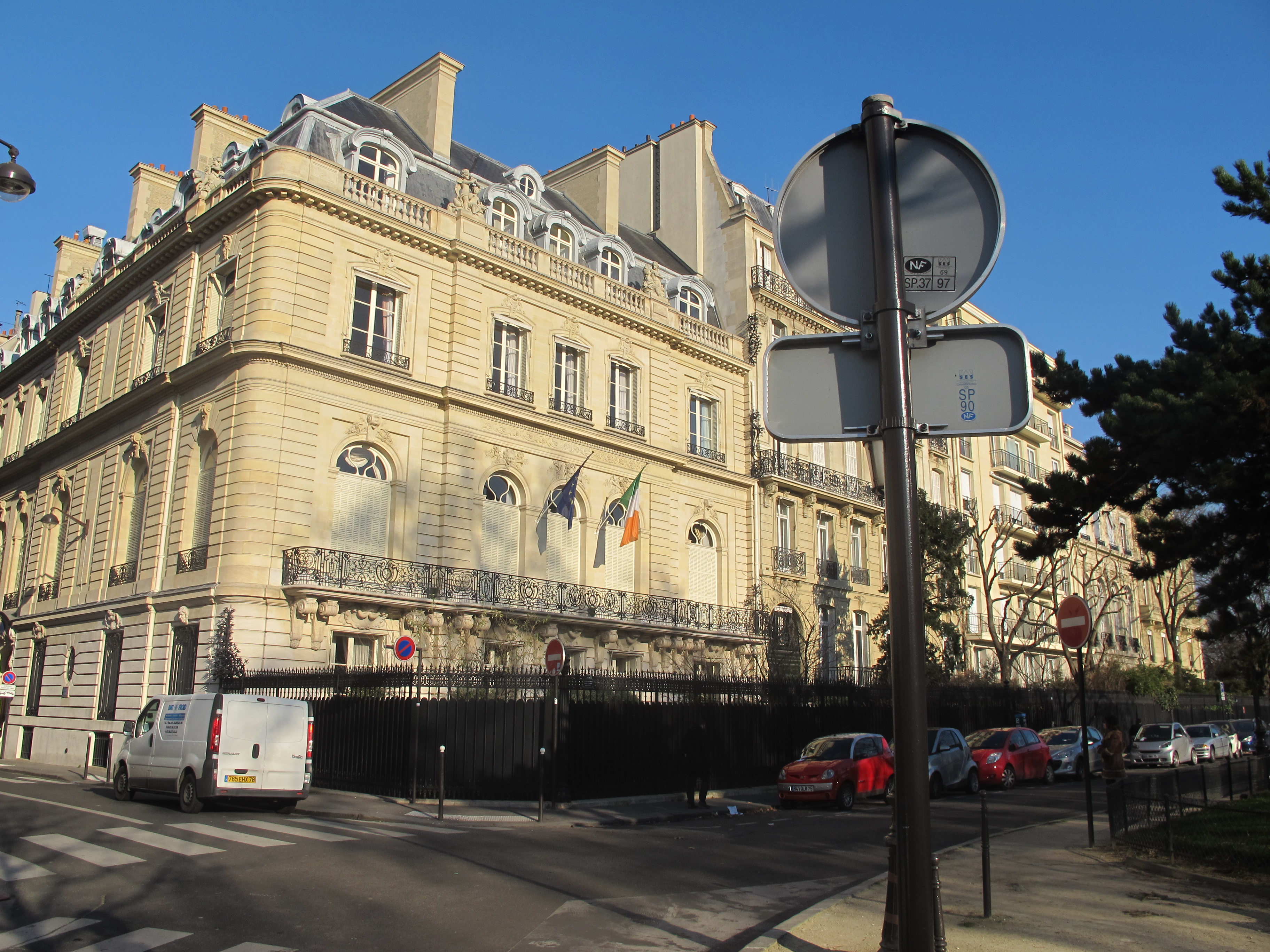
Hôtel de Breteuil

Hôtel de Breteuil je městský palác v Paříži. Nachází se v 16. obvodu na rohu ulic Avenue Foch č. 12 a Rue Rude č. 2–4. Od roku 1954 slouží jako sídlo Irského velvyslanectví ve Francii.

## Historie
Palác si nechal v letech 1892-1902 postavit francouzský politik Henry Le Tonnelier de Breteuil (1848-1916) od architekta Ernesta Sansona (1836-1918) na pozemku, kde měl italský malíř Giuseppe De Nittis (1846-1884) svůj ateliér. Architekt se nechal inspirovat Hannoverským pavilonem. Reprezentační místnosti jsou vyzdobeny táflováním z doby Ludvíka XV.
Po smrti markýze de Breteuil v roce 1916 palác koupila roku 1919 rodina Saint a v roce 1937 se stal rezidencí princezny de Faucigny-Lucinge (1880-1964). V roce 1954 palác koupila včetně většiny vnitřního vybavení Irská republika, která zde zřídila svou ambasádu.